# Glossocratus foveolatus
Glossocratus foveolatus är en insektsart som beskrevs av Franz Xaver Fieber 1866. Glossocratus foveolatus ingår i släktet Glossocratus och familjen dvärgstritar. Inga underarter finns listade i Catalogue of Life.